# Michael D. Guiry
Michael D. Guiry (Michael Dominic Richard Guiry, né en 1949) est un botaniste et phycologue irlandais.
Il est l'auteur de la base de données phycologiques AlgaeBase.

## Publications
- (en) Guiry M.D. & Womersley H.B.S., 1993. Capreolia implexa gen. et sp. nov. in Australia and New Zealand (Gelidiales, Rhodophyta); an intertidal red alga with an unusual life history. Phycologia 32: 266–277.
- (en) Hommersand M.H., Guiry M.D., Fredericq S. & Leister G.L., 1993. New perspectives in the taxonomy of the Gigartinaceae (Gigartinales, Rhodophyta). Proceedings of the International Seaweed Symposium 14: 105–120, 41 figs.
- (en) Womersley H.B.S. & Guiry M.D., 1994. Order Gelidiales Kylin 1923: 132. In: The marine benthic flora of southern Australia. Part IIIA. Bangiophyceae and Florideophyceae (Acrochaetiales, Nemaliales, Gelidiales, Hildenbrandiales and Gigartinales sensu lato). (Womersley, H.B.S. Eds), pp. 118–142. Canberra: Australian Biological Resources Study.